# Dawny młyn wodny w Pszczynie
Dawny młyn wodny (ul. Żorska 4) - zabytkowy budynek dawnego młyna wodnego, usytuowany przy północno-zachodnim krańcu parku zamkowego w Pszczynie (woj. śląskie), nad zakolem rzeki Pszczynki.
Budynek w stylu późnoklasycystycznym powstał w 1811 r. Częściowo uszkodzony w 1945 r., został później przekształcony (został skrócony o dwie osie). Murowany, wzniesiony na planie wydłużonego prostokąta, z sienią pierwotnie na osi fasady. Piętrowy, nakryty dachem naczółkowym krytym dachówką. Elewacje (frontowa obecnie siedmioosiowa, boczne dwuosiowe) ożywione jedynie płytkimi arkadami, obejmującymi obie kondygnacje, uformowanymi w tynku. Ściany szczytowe zwieńczone skromnymi gzymsami biegnącymi powyżej piętra. Wewnątrz pomieszczenia częściowo sklepione żaglasto, częściowo nakryte stropami belkowanymi. Obecnie budynek mieszkalny.
Obok (ul. Żorska 2) budynek dawnej piekarni zamkowej, wybudowany na rzucie wydłużonego prostokąta, parterowy, dach naczółkowy, w części pomieszczeń sklepienia żaglaste. Znacznie przekształcony.